# Thomas-Mann-Kulturzentrum

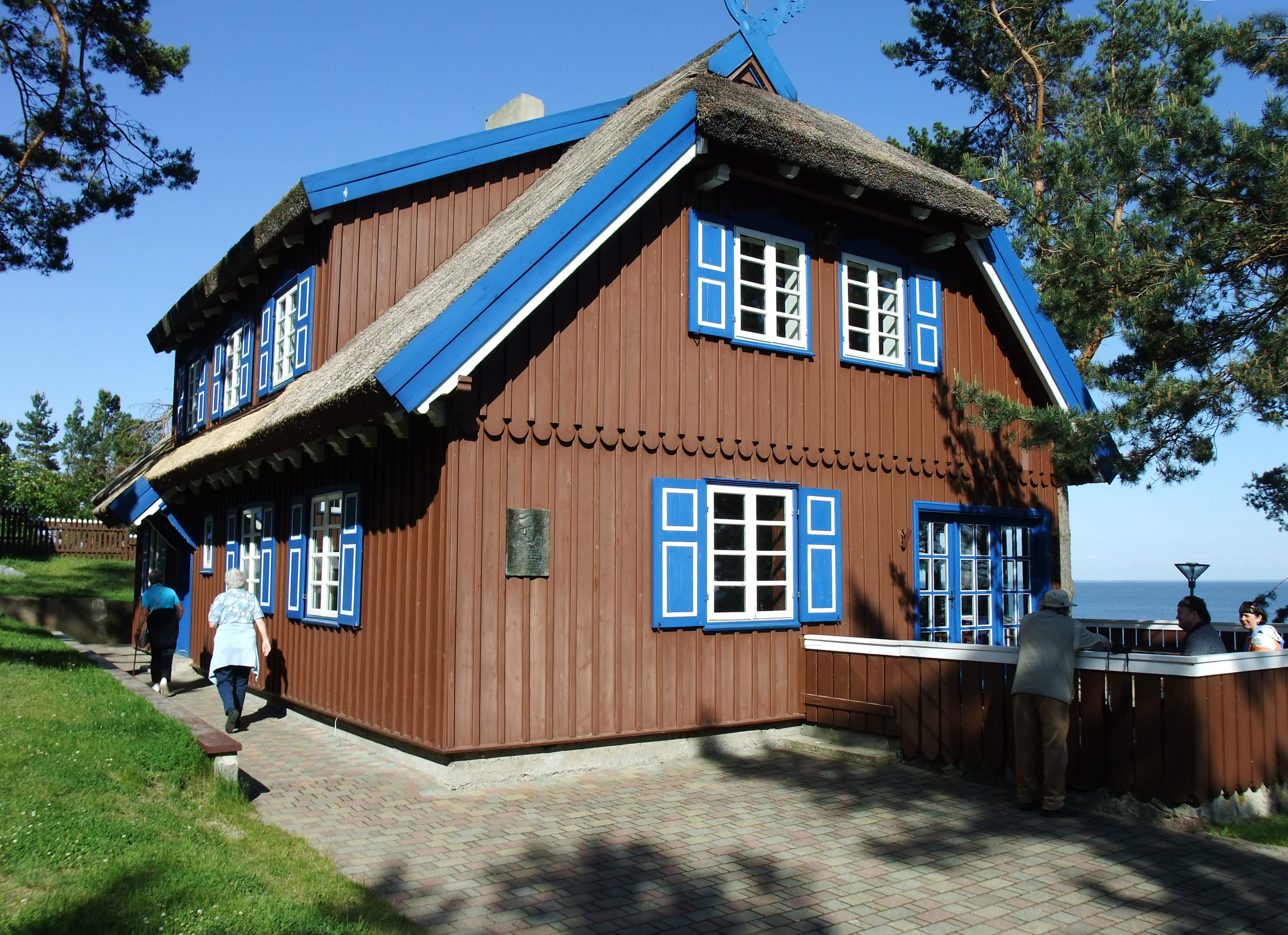
Das Thomas-Mann-Haus in Nida

Das Thomas-Mann-Kulturzentrum (litauisch Tomo Mano memorialinis muziejus oder kurz Tomo Mano namas) in Nida (Nidden) auf der Kurischen Nehrung in Litauen ist seit 1996 ein litauisch-deutsches Kulturzentrum, das sich im ehemaligen Ferienhaus des deutschen Schriftstellers Thomas Mann befindet und ihm gewidmet ist.

## Geschichte

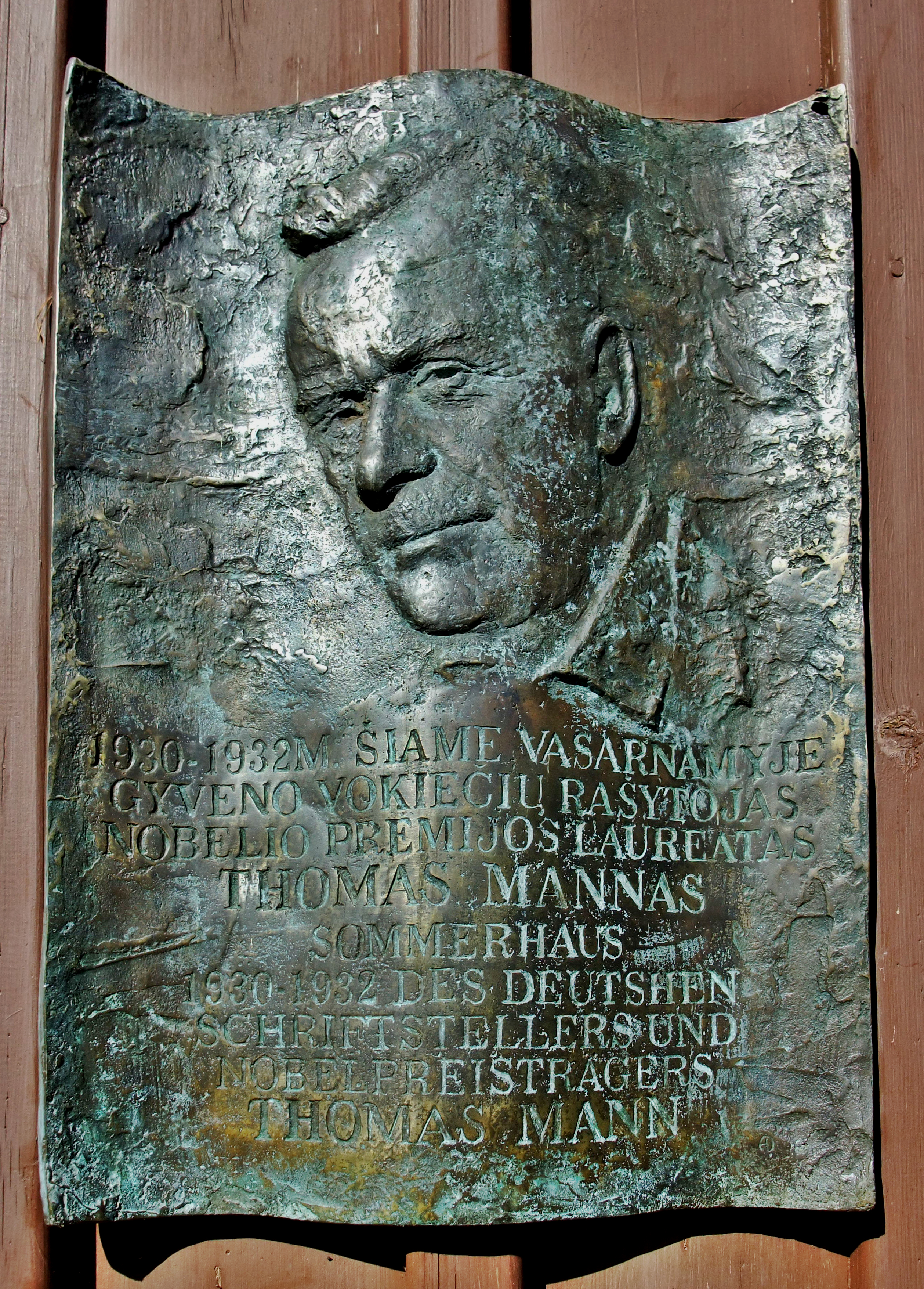
Gedenktafel am Sommerhaus Thomas Manns

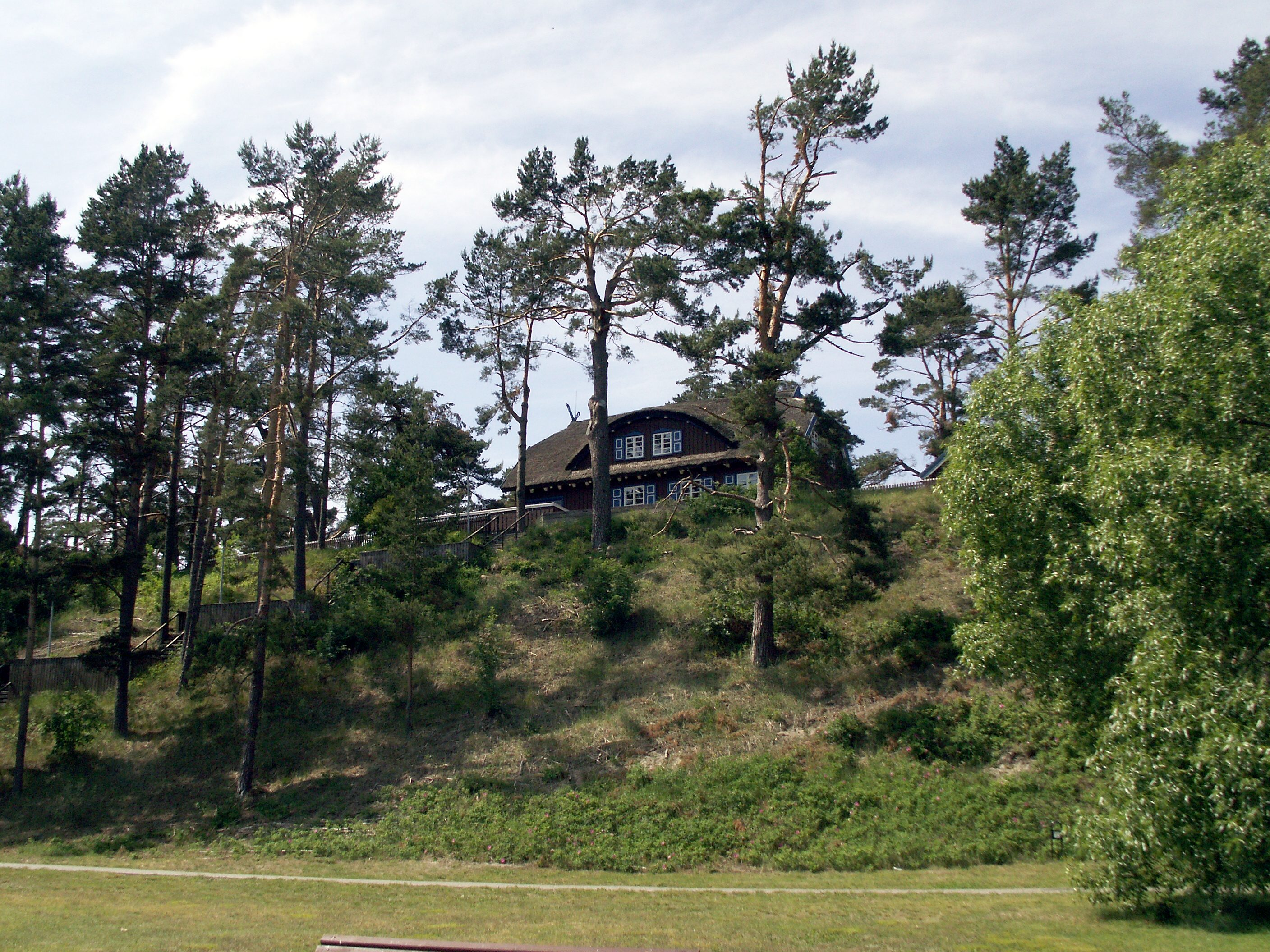
Der „Schwiegermutterberg“ mit dem Haus

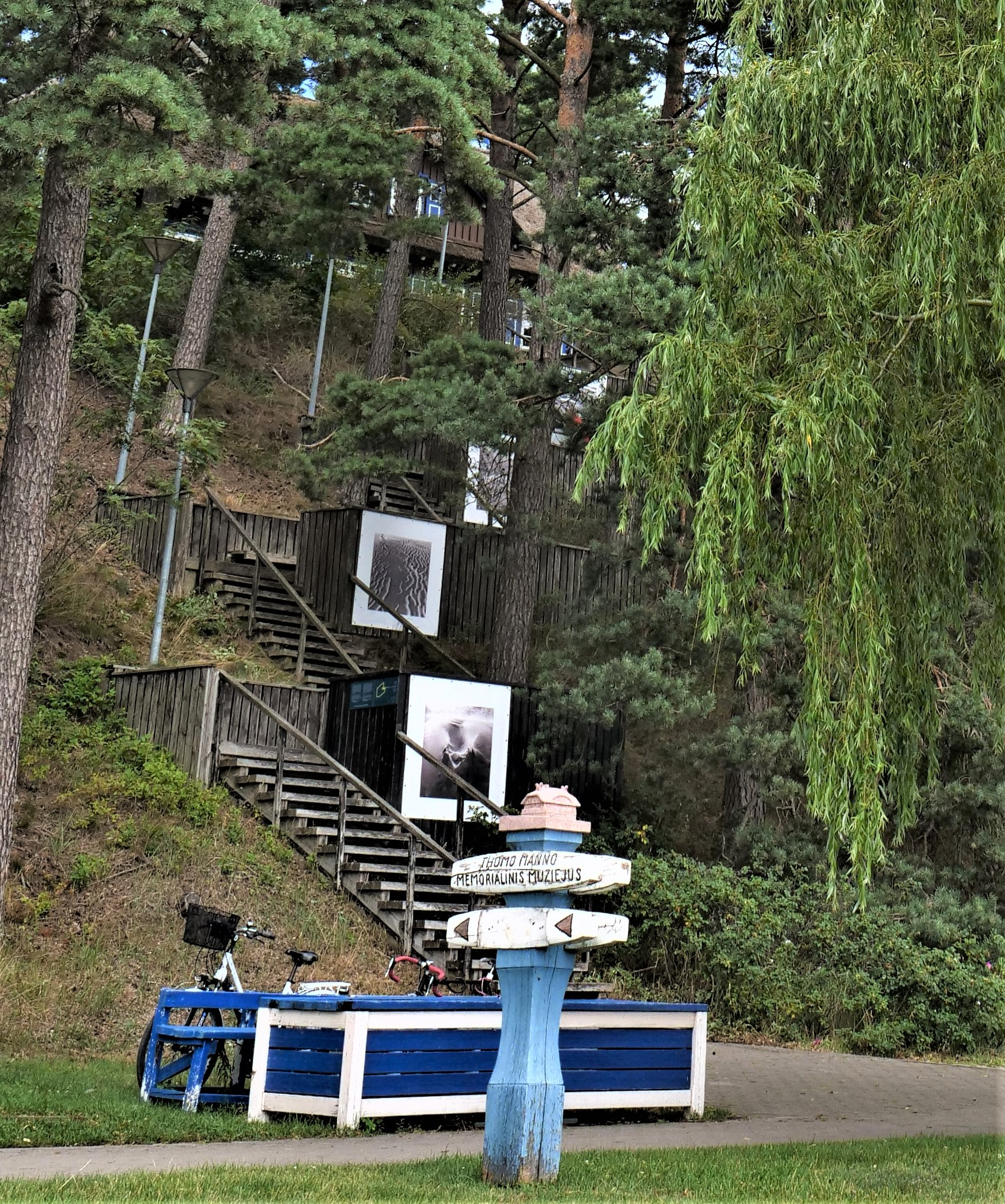
Treppenaufgang zum Haus

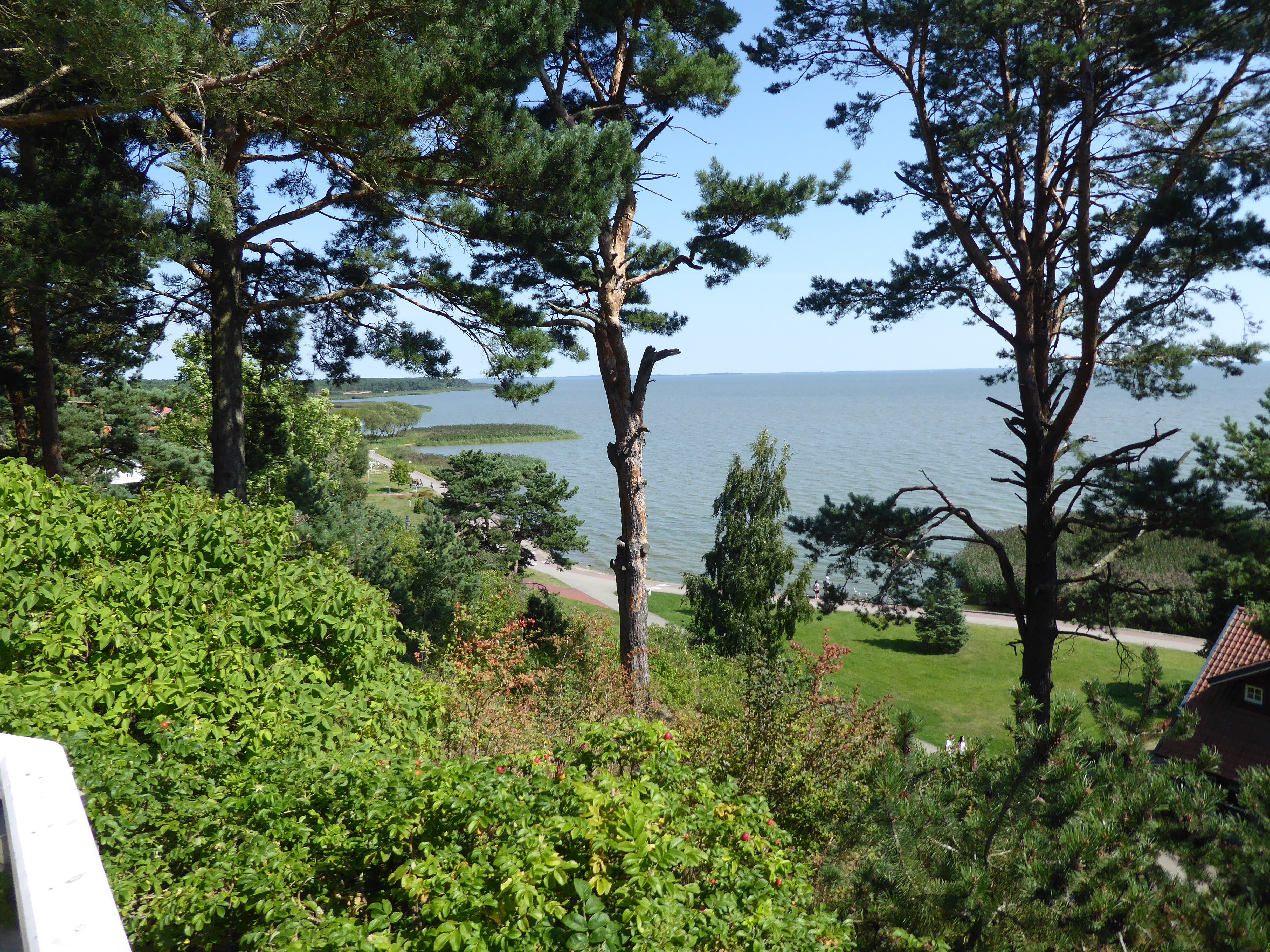
Italienblick vom Sommerhaus

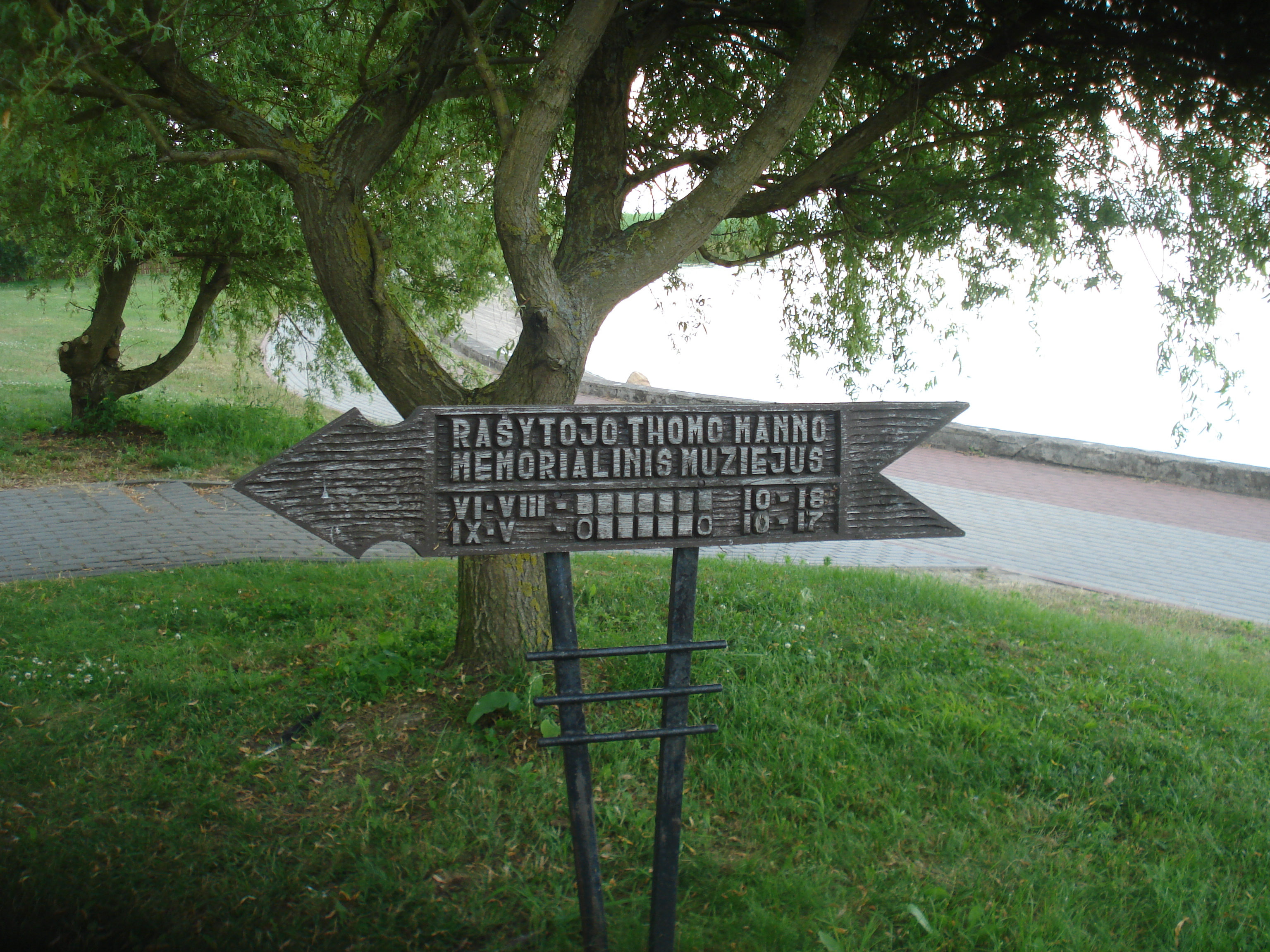
Wegweiser zum Zentrum

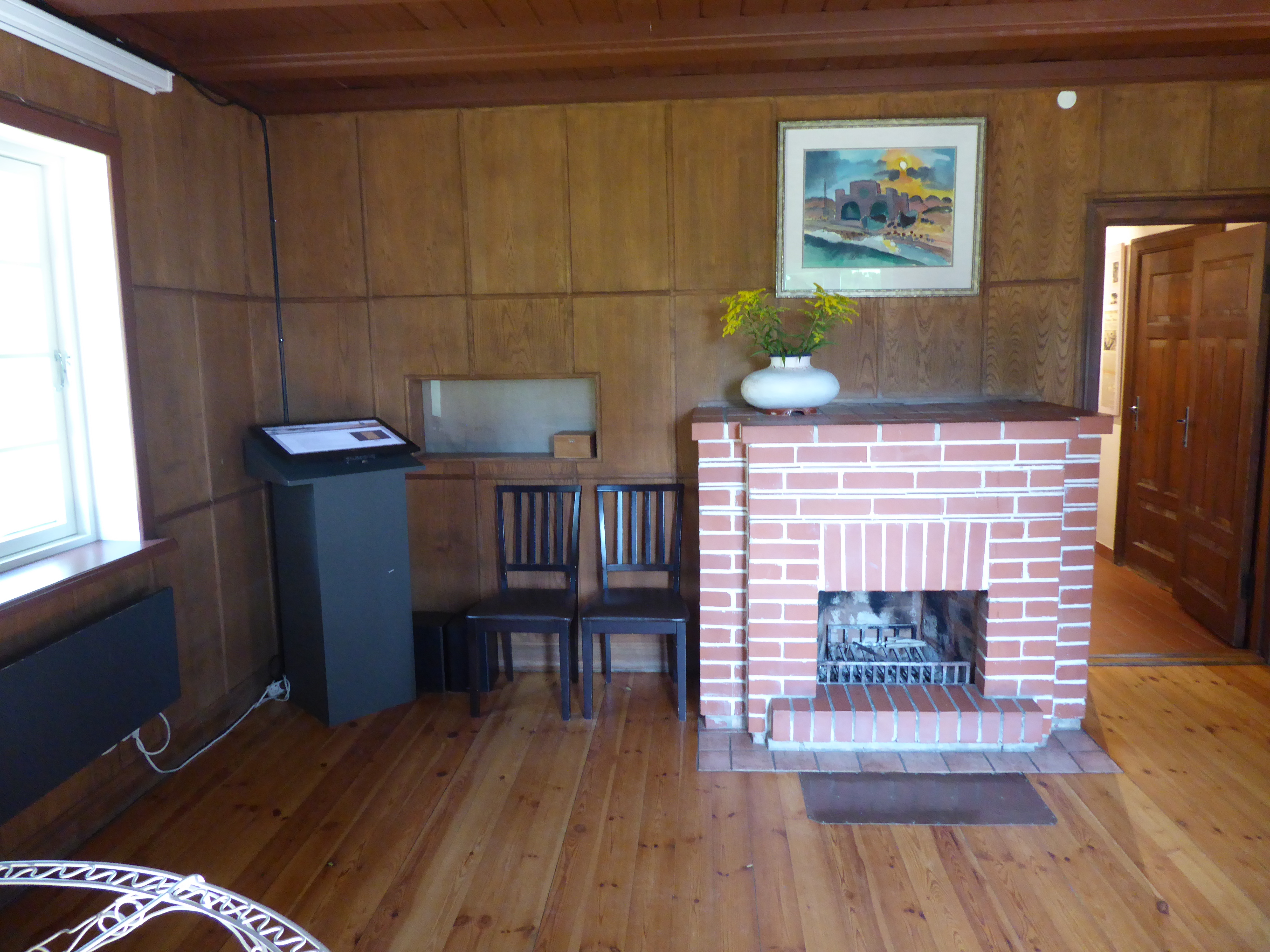
Ein Innenraum mit Kamin

Im Sommer 1929 hatte Thomas Mann nach einem Aufenthalt in Königsberg Ferientage mit der Familie in Rauschen verbracht, die mit einem Kurzbesuch in Nidden verbunden waren. Er war so begeistert von der Großartigkeit der Landschaft, dass er dem Architekten Herbert Reissmann aus Memel den Auftrag zum Bau und zur Möblierung eines Sommerhauses gab. Das am Hang einer großen Düne auf dem „Schwiegermutterberg“ liegende Grundstück wurde vom litauischen Forstamt gepachtet. Es bot den von Mann sogenannten „Italienblick“, den Blick auf das Kurische Haff und den Niddener Ortsteil Purwin.
Thomas Mann verbrachte dort vor der Emigration 1933 mit seiner Familie die Sommerferien von 1930 bis 1932 und hielt sich an seinen üblichen Tagesrhythmus. So schrieb er an seiner Romantetralogie Joseph und seine Brüder und verfasste Artikel und Briefe. Die Einheimischen bezeichneten das Anwesen als „Onkel Toms Hütte“, in Anspielung auf den gleichnamigen Roman von Harriet Beecher Stowe. Durch den angesehenen Namen des Literaten wurde das Sommerhaus eine ausgezeichnete Werbung für das wachsende Seebad Nidden. Der Ort, der bereits durch seine Künstlerkolonie bekannt war, wurde damals, laut einer österreichischen Zeitung, zum „Literaturbegriff“.
Im letzten Sommer 1932 bekamen die Manns ein Paket, in dem ein angekokeltes Exemplar des Romans Buddenbrooks enthalten war, für den Thomas Mann 1929 den Nobelpreis für Literatur erhalten hatte. Der Nationalsozialismus hatte Nidden erreicht. Die Familie Mann suchte das Haus nie wieder auf. Bis 1939 passte der Maler Ernst Mollenhauer auf das Anwesen auf. In diesem Jahr wurde das Memelland, das bis Ende des Ersten Weltkriegs deutsches Gebiet gewesen war und später zu Litauen gehörte, dem nationalsozialistischen Deutschland angegliedert. Das Haus wurde von Hermann Göring beschlagnahmt und in Jagdhaus „Elchwald“ umbenannt.
Im Zweiten Weltkrieg diente das Haus der Erholung von verwundeten Offizieren der deutschen Luftwaffe. Bei Kriegsende wurde es von einer Granate beschädigt. In den ersten Nachkriegsjahren bewohnten Soldaten der Sowjetarmee die Halbruine und verheizten Fenster und Türen, die Inneneinrichtung ging vollständig verloren. Die sowjetische Verwaltung klassifizierte das Gebäude 1954 als „abzureißende Kriegsruine“. Nachdem im Jahr darauf seine Bedeutung bekannt geworden war, erfolgte eine erste Restaurierung. Das Haus diente fortan neu angesiedelten Facharbeitern als Gemeinschaftsunterkunft.
Auf Anregung des litauischen Schriftstellers Antanas Venclova, der Thomas und Katia Mann 1955 bei deren Besuch in Weimar begegnet war, wurde das Haus 1967 zu einer Zweigstelle der Stadtbibliothek von Klaipėda und zugleich zu einer vielbesuchten Gedenkstätte für Thomas Mann. Zu dessen hundertsten Geburtstag erhielt es 1975 bedeutende Ausstellungsstücke von der DDR-Regierung. Im Jahr 1987 öffnete das Haus seine Türen auch für westdeutsche Besucher. Ab 1995 wurde das Anwesen restauriert (unter anderem mit Mitteln der deutschen Bundesregierung) und das Thomas-Mann-Kulturzentrum gegründet. Ihre Gründer waren das litauische Kulturministerium, die Universität Klaipėda und die Stadtverwaltung von Neringa. Die Restaurierung erfolgte nach den erhalten gebliebenen Unterlagen Herbert Reissmanns und den Erinnerungen der Mann-Tochter Elisabeth. Wohnzimmer, Terrasse und Arbeitszimmer des Schriftstellers wurden authentisch wiederhergestellt. 1996 erfolgte die Eröffnung des Museums im Sommerhaus. Seit 1997 findet jährlich ein Kultur-Festival statt. Das Thomas-Mann-Kulturzentrum ist Mitglied von HALMA, dem europäischen Netzwerk literarischer Zentren. Es ist mit 40.000 Besuchern jährlich das meistbesuchte Museum Litauens.

## Baustil des Hauses

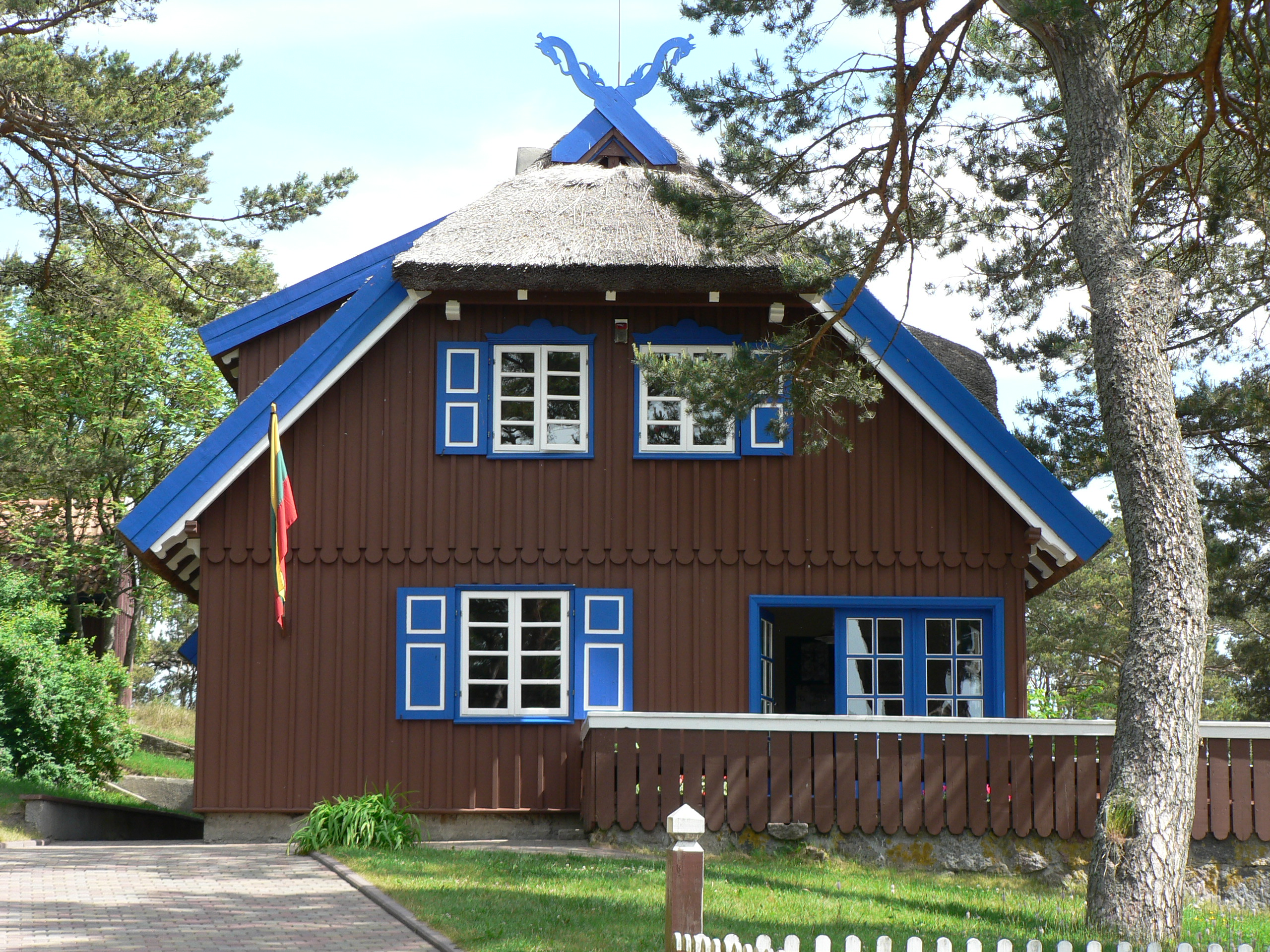
Nahansicht des Hauses

Das Thomas-Mann-Haus fügt sich architektonisch in den Niddener Fischerstil ein: Das Dach ist mit Reet gedeckt, die Firstkrone besteht aus zwei sich kreuzenden Pferdeköpfen, die das Dichterross Pegasus symbolisieren. Der baltisch-skandinavische Anstrich ist in der Farbe „Ochsenblut“ ausgeführt. Zur rotbraunen Holzverkleidung kontrastieren blau abgesetzte Fensterläden, Dachprofile und Giebelbalken.
Thomas Mann erwähnte in seinem im Dezember 1931 in München gehaltenen Vortrag Mein Sommerhaus besonders die Farbe Blau: „Im Fischerdorf findet man an den Häusern vielfach ein besonders leuchtendes Blau, das sogenannte Niddener Blau, das für Zäune und Zierate benützt wird. Alle Häuser, auch das unsere, sind mit Stroh- und Schilfdächern gedeckt und haben am Giebel die heidnischen gekreuzten Pferdeköpfe – genauso machte man es bei unserem Haus.“

## Kuratorium
Das Kulturzentrum wird geleitet durch ein internationales Kuratorium. Seit seiner Gründung im Oktober 1995 hatten nacheinander folgende Persönlichkeiten den Vorsitz inne:
- Alvydas Nikžentaitis (1995–1998)
- Irena Veisaitė  (1998–2002)
- Antanas Gailius (2002–2008)
- Ruth Leiserowitz (2009–2020)
- Irena Vaišvilaitė (seit 2020)

## Rezeption
Thomas Manns Enkel Frido Mann veröffentlichte 2012 sein Buch Mein Nidden. Auf der Kurischen Nehrung, in dem er auf Spurensuche über die Familienferien seiner Vorfahren ging und zugleich die wechselvolle Geschichte der Kurischen Nehrung im 20. Jahrhundert vom Deutschen Reich über die Sowjetherrschaft bis zur Unabhängigkeit Litauens sowie die Schönheit der Landschaft nachzeichnet. Unter anderem kommen in dem Buch die Familienmitglieder zu Wort, denn Thomas Mann hatte seine Tagebücher vor 1933 im Exil in Pacific Palisades 1945 zum großen Teil zerstört.
Frido Mann vollzog auch juristisch den von seinem Onkel Golo Mann nur mündlich verfügten Verzicht auf eine Rückübertragung des Hauses an die Familie. Der Verzicht erfolgte aus Respekt vor dem lokalen Engagement für Thomas Manns Erbe.